# Efe Eme
Efe Eme es una revista musical española especializada en música rock y música pop, con especial hincapié en la música española y latinoamericana, pero sin olvidar toda la música popular.

## Trayectoria
Fundada por Diego A. Manrique y Juan Puchades, su primer número se editó en noviembre de 1998. Desde entonces se ha mantenido fiel a su estilo, en el que la música en español y el rock clásico priman dentro de una línea editorial muy ecléctica. En sus páginas se han recogido algunas de las firmas más importantes del periodismo musical español como Diego A. Manrique, Moncho Alpuente, Carlos Tena y Luis Lapuente. En la actualidad, Efe Eme se ha consolidado como una publicación digital de contenidos musicales que se actualiza diariamente con noticias, columnas, reportajes, entrevistas y reseñas de discos y libros.
La revista se publicó en papel de forma mensual hasta enero de 2007. A partir de ese momento, pasa a difundirse en formato pdf desde su web. Desde 2015 la edición digital la dirige la periodista Arancha Moreno. A finales de 2014 Juan Puchades pone en marcha la editorial Efe Eme y vuelve a editar la revista en papel, en una publicación trimestral denominada Cuadernos Efe Eme. La publicación se puede adquirir en la propia web y en librerías.
Entre sus colaboradores podemos encontrar a Santiago Alcanda, Moncho Alpuente, Jordi Bianciotto, Javier de Castro, Gernot Dudda, Vicente Fabuel, Manel Gimeno, Fernando Íñiguez, Luis Lapuente, Sento Llobell, Javier Losilla, Sergio Makaroff, Javier Márquez, Juanjo Ordás, Jesús Ordovás, Fernando Navarro, Fernando Neira, Àlex Oró, Víctor Palau, Liberto Peiró, Carlos Pérez de Ziriza, Manuel Piñón, Mónica Plaza, César Prieto, Carmen Salmerón, Carlos Tena, Adrián Vogel, Eduardo Tébar, José Miguel Valle o Luis García Gil.
Durante un tiempo, la revista se acompañó de una colección de cedés bajo el nombre Los discos esenciales de Efe Eme. Todos los compactos contenían caras B o versiones inéditas nunca antes publicadas. Entre ellos, se encontraban Alta Suciedad de Andrés Calamaro, Cuatro Rosas + Que Dios reparta suerte de Gabinete Caligari, El Acto de Parálisis Permanente o Sin documentos de Los Rodríguez.